# Harvard Mark I

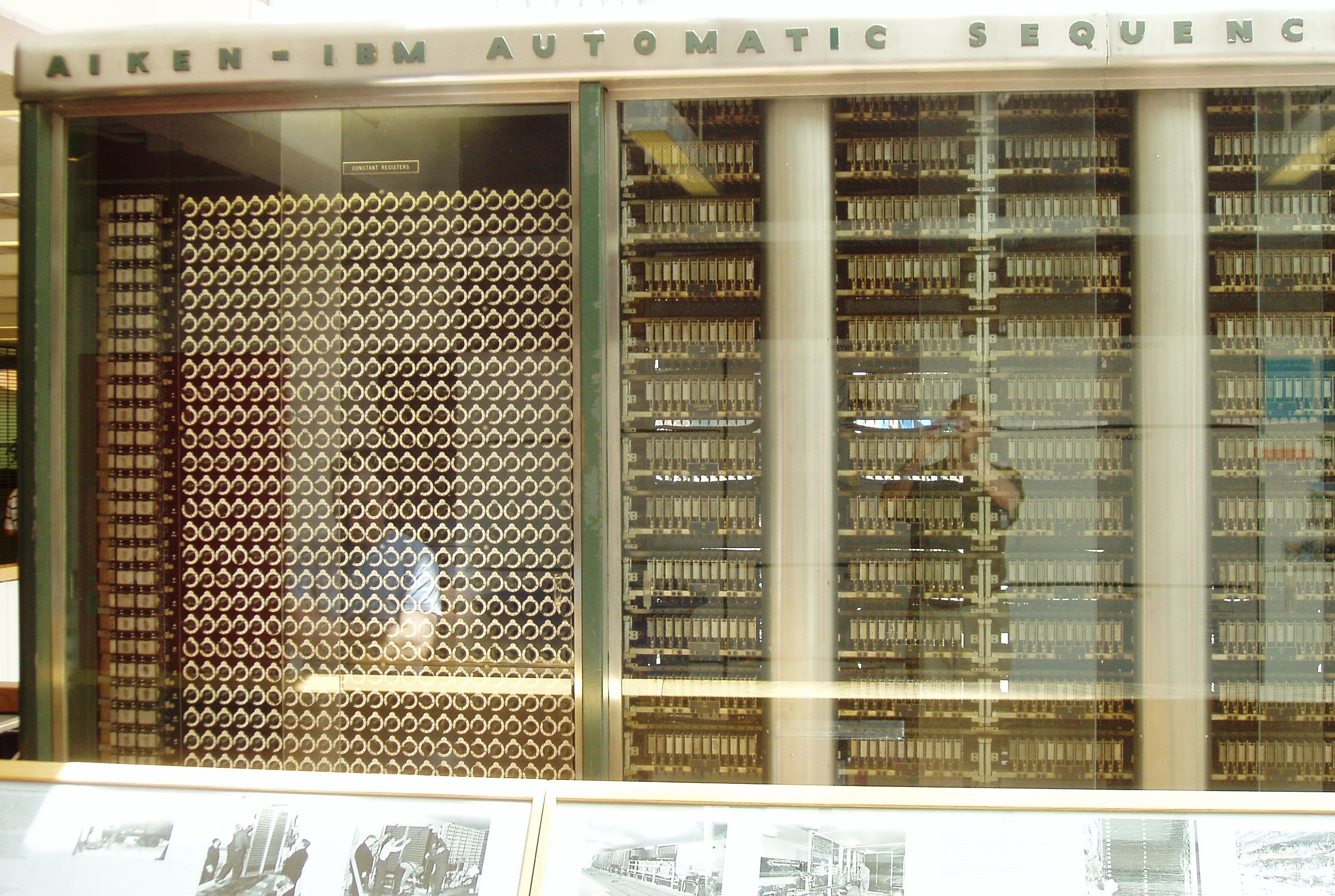

Harvard Mark I, inaczej IBM Automatic Sequence Controlled Calculator (ASCC) – największy w historii kalkulator elektromechaniczny, zbudowany w czasie wojny przez zespół (Claire D. Lake, Francis E. Hamilton, Benjamin M. Durfeepod) pod kierunkiem Howarda Aikena, według jego pomysłu z 1937 r. Architektura harwardzka.
Harvard Mark I miał blisko 51 stóp (16 m) długości i 8 stóp (2,4 m) wysokości, ważył ponad 9445 funtów (4,3 t). Zawierał ponad 530 mil (850 km) przewodów z trzema milionami połączeń. Uruchomiony w Harvard Computation Laboratory (od maja 1944 roku – przedtem znajdował się w IBM Endicott Labs).
Harvard Mark I był maszyną uniwersalną, szczególnie jednak przeznaczoną do takich zadań, jak:
- tablicowanie funkcji
- całkowanie numeryczne

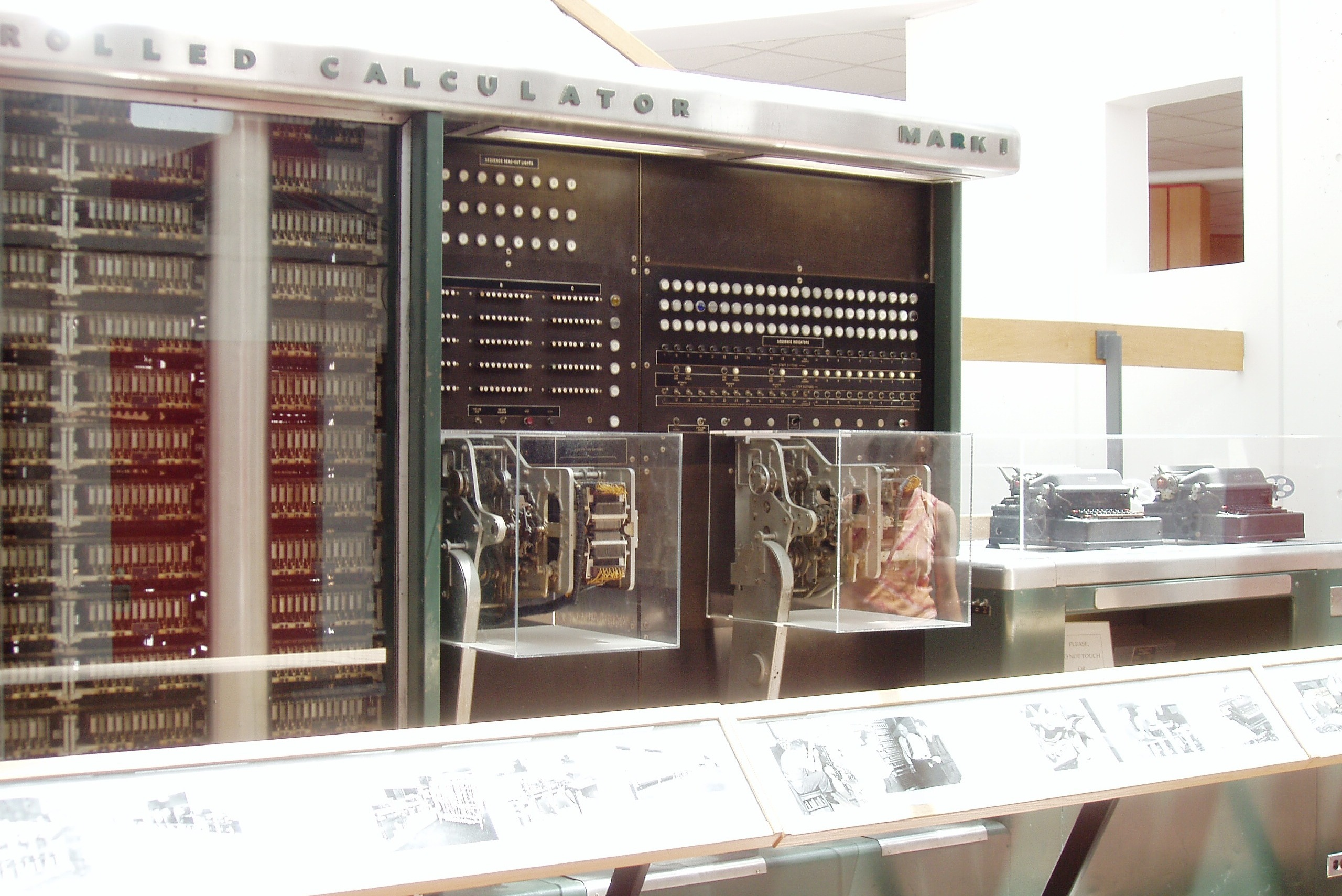

- rozwiązywanie równań różniczkowych
- rozwiązywanie układów równań algebraicznych liniowych
- analiza harmoniczna
- obliczenia statystyczne.

Maszyna początkowo wykonywała obliczenia dla wojska. Stosowano ją do budowy tablic artyleryjskich, rozwiązywania problemów z dziedziny zaopatrzenia i transportu, a także zagadnień związanych z konstrukcją broni jądrowej.
Główny mechanizm sekwencyjny był jednokierunkowy. Pętle w programie były wykonywane przez ich rozwinięcie. Z początku instrukcje warunkowe były wykonywane ręcznie przez operatora. W 1946 zautomatyzowano tę czynność wprowadzając możliwość wywoływania podprogramów, ustawianych przez przewody z wtykami.
Najbardziej znaną programistką tej maszyny była Grace Hopper, znana m.in. z wprowadzenia do języka informatyki słowa bug (pluskwa, owad).
Maszyna była wykorzystywana do roku 1959.